# Elof Hedendahl
Elof Hedendahl, född 12 september 1882 i Askersunds landsförsamling, död 20 december 1967 i Söderby i Singö församling, var en svensk företagare.
Elof Hedendahl var son till kontraktsprosten Johan Albin Hedendahl. Efter studier vid Nyköpings högre allmänna läroverk var han bruksbokhållare vid Karlsdals bruk 1897–1900 och valsverksbokhållare vid Laxå bruk 1900–1903. Han genomgick 1903–1904 högre avdelningen vid Falu bergsskola och återvände sedan till Laxå bruk, där han var hyttingenjör och smidesmästare 1904–1910 samt valsverksdirektör 1910–1914. 1914 blev han disponent för AB Bångbro rörverk. Han var samtidigt disponent vid Ställbergs grufve AB och 1920–1926 vid AB Nya Kopparbergs bergslag. Från 1926 var han disponent och VD för Herrängs Gruf AB. Från 1915 var han styrelseledamot i Järnverksföreningen. Han var styrelseordförande i Lesjöfors AB från 1934 och Bergslagsbrukens kolförening från 1932 samt ledamot av styrelsen för AB Svenskt exporttackjärn från 1928 och för Svenska järnbrukens träkolsförening. Under sin tid i Bångbro var han kommunalfullmäktig i Ljusnarsbergs kommun och ledamot av Örebro läns landsting.